# Oropezella antennata
Oropezella antennata är en tvåvingeart som beskrevs av Collin 1928. Oropezella antennata ingår i släktet Oropezella och familjen puckeldansflugor. Inga underarter finns listade i Catalogue of Life.